# Adenolobus pechuelii
Adenolobus pechuelii je vazdazeleni (često) maleni grm iz porodice mahunarki. Potječe iz južne Angole, sjeverne i središnje Namibije i sjeverne Bocvane. Raste u sušnim krajevima gdje ga pase divljač i stoka.
- A. pechuelii
- A. pechuelii

## Podvrste
Postoje dvije podvrste:
- Adenolobus pechuelii subsp. pechuelii
- Adenolobus pechuelii subsp. mossamedensis (Torre & Hillc.) Brummitt & J.H.Ross